# 泉交河镇
泉交河镇，是中华人民共和国湖南省益阳市赫山区下辖的一个乡镇级行政单位。

## 行政区划
泉交河镇下辖以下地区：
香三社区、三阳村、新安山村、宫保第村、小河桥村、胡林翼村、龙泉村、蔡兴村、南湖村、黄茅岭村、祥云山村、歇马桥村、八家湾村、将军桥村、响堂山村、泞湖桥村、干角岭村、竹泉山村、桔园村、石林村、南闸村、团结村和创新村。